# レイ・スティーヴンソン
ジョージ・レイモンド・スティーヴンソン（George Raymond Stevenson, 1964年5月25日 - 2023年5月21日）は、イギリスの俳優。
死因の詳細は明かされていないが、アクション映画「Cassino in Ischia（直訳：イスキア島のカジノ）」の撮影中に突然体調を崩したと伝えられている。

これに伴い、『アソーカ (テレビドラマ)』 のシーズン1で演じたベイラン・スコールに関してはシーズン2より、ロリー・マッキャンが引き継ぐ事となった。

## 生い立ち
北アイルランドのリスバーンで生まれ、後にイングランドへ移る。父はイギリス空軍のパイロットで、母はアイルランド人である。

## フィルモグラフィ

### 映画
| 年   | 邦題 原題                                                            | 役名                                | 備考                            |
| ---- | -------------------------------------------------------------------- | ----------------------------------- | ------------------------------- |
| 1998 | ヴァージン・フライト The Theory of Flight                            | ジゴロ                              |                                 |
| 1999 | G:MT – Greenwich Mean Time                                           | Mr Hardy                            |                                 |
| 2004 | キング・アーサー King Arthur                                         | ダゴネット                          |                                 |
| 2008 | ゾンビ・ソルジャー Outpost                                           | DC                                  |                                 |
| 2008 | パニッシャー: ウォー・ゾーン Punisher: War Zone                      | フランク・キャッスル / パニッシャー |                                 |
| 2009 | ダレン・シャン The Vampire's Assistant                               | マーロック                          |                                 |
| 2010 | ザ・ウォーカー The Book of Eli                                       | レッドリッジ                        |                                 |
| 2010 | アザー・ガイズ 俺たち踊るハイパー刑事! The Other Guys                | ロジャー・ウェズリー                |                                 |
| 2011 | キル・ザ・ギャング 36回の爆破でも死ななかった男 Kill the Irishman    | ダニー・グリーン                    |                                 |
| 2011 | マイティ・ソー Thor                                                  | ヴォルスタッグ                      |                                 |
| 2011 | 三銃士/王妃の首飾りとダ・ヴィンチの飛行船 The Three Musketeers       | ポルトス                            |                                 |
| 2013 | G.I.ジョー バック2リベンジ G.I. Joe: Retaliation                     | ファイアフライ                      |                                 |
| 2013 | マイティ・ソー/ダーク・ワールド Thor: The Dark World                 | ヴォルスタッグ                      |                                 |
| 2014 | ダイバージェント Divergent                                           | マーカス・イートン                  |                                 |
| 2014 | ビッグゲーム 大統領と少年ハンター Big Game                           | モリス                              |                                 |
| 2015 | ダイバージェントNEO Insurgent                                        | マーカス・イートン                  |                                 |
| 2015 | トランスポーター イグニション The Transporter Refueled               | フランク・シニア                    |                                 |
| 2016 | ダイバージェントFINAL Allegiant                                      | マーカス・イートン                  |                                 |
| 2017 | マイティ・ソー バトルロイヤル Thor: Ragnarok                         | ヴォルスタッグ                      |                                 |
| 2017 | コールド・スキン Cold Skin                                           | グルナー                            |                                 |
| 2018 | アクシデントマン Accident Man                                        | ビッグ・レイ                        |                                 |
| 2018 | ファイナル・スコア Final Score                                       | アルカディ                          |                                 |
| 2022 | RRR                                                                  | スコット・バクストン総督            |                                 |
| 2022 | MEMORY メモリー Memory                                               | ダニー・モーラ刑事                  |                                 |
| 2022 | アクシデントマン:ヒットマンズホリデー Accident Man: Hitman's Holiday | ビッグ・レイ                        |                                 |
| 2024 | Canary Black                                                         |                                     | 死後に公開                      |
| TBA  | 1242: Gateway to the West                                            | セサリーン                          | ポストプロダクション 死後に公開 |

### テレビシリーズ
- A Woman's Guide to Adultery (1993)
- 傷だらけの報復 Band of Gold (1995–1996)
- Drover's Gold (1997)
- Peak Practice (1997)
- City Central (1998–1999)
- Love in the 21st Century (1999)
- Holby City (2000)
- The Bill (2000)
- At Home with the Braithwaites (2001)
- Dalziel and Pascoe (2001)
- Red Cap (2003)
- Murphy's Law (2003)
- Waking the Dead (2004)
- ROME［ローマ］ Rome (2005–2007) - ティトゥス・プッロ
- The Super Hero Squad Show (2009)
- デクスター 〜警察官は殺人鬼 Dexter (2012) - アイザック・シルコ
- クロッシング・ライン〜ヨーロッパ特別捜査チーム〜 Crossing Lines (2014) - マイルズ・レノン
- 信じる者とよそ者 Saints & Strangers (2015)
- Black Sails/ブラック・セイルズ Black Sails (2016-2017) - “黒髭”エドワード・ティーチ
- スター・ウォーズ 反乱者たち Star Wars Rebels (2016-2017) - ガル・サクソン ※声の出演
- メディチ Medici (2019)
- ヴァイキング 〜海の覇者たち〜 Vikings (2020)
- スター・ウォーズ/クローン・ウォーズ Star Wars: The Clone Wars (2020) - ガル・サクソン ※声の出演
- アソーカ Ahsoka (2023) - ベイラン・スコール ※死後に公開

### 舞台
- York Mystery Plays (2000)
- Mouth to Mouth (2001)
- The Duchess of Malfi (2003)